# 旅行者 (原神)
旅行者是米哈游开发电子游戏《原神》中的主要虚构角色，也是2020年遊戲公測後首批可玩角色之一。分为兄妹两人，其中男主角为「空」，女主角为「荧」。空的華語配音是鹿喑，日语配音是堀江瞬，英语配音是扎克·阿圭勒，韩语配音是李京泰。荧的華語配音为宴宁，日語配音为悠木碧，韩語配音为李诗雅，英語配音为莎拉·米勒-克鲁斯。

## 创作和设计
旅行者于2019年6月在米哈游发布的原神内测宣传片中首次亮相，后于2020年9月正式亮相。作为整个游戏的初始角色，玩家在加入游戏之初就可以获得旅行者的其中一方。旅行者空的英文名Aether和荧的英文名Lumine出自Luminiferous aether，意为以太。其中luminiferous有“发光的”的汉语意思，aether则有“苍穹”的汉语意思。

### 角色官方动画短片及歌曲
在米哈游发布的《原神》动画短片《未行之路》中，使用了同为名为《未行之路》（英語：The Road Not Taken）的英文歌曲作为背景音乐。此歌曲由HOYO-MiX作曲家车子玉作曲、《原神》制作团队制作人员作词、日本歌手Aimer演唱。2024年5月21日，米哈游在微博等中国大陆境内外多个社交媒体平台发布了《未行之路》动画短片及歌曲的预告。2024年5月24日，米哈游在各大社交媒体平台正式发布《未行之路》音乐及动画短片，《未行之路》音乐也同步在各大音乐平台上线。《未行之路》歌曲也同步收录在《原神》游戏原声EP专辑《未行之路The Road Not Taken》之中。这一动画短片及歌曲充分反映了游戏中旅行者双子空荧两人的旅程以及他们在分离过程中的长久的联系，歌曲也增强了动画短片的情感共鸣。而该歌曲所对应的动画短片也出现了旅行者空和荧与派蒙一起在同一国度旅行的画面。有部分媒体发现，该歌曲的英文名称与美国著名诗人罗伯特·弗罗斯特的（英文）同名著名诗歌《未选择的路》相同，部分媒体人推测这可能也反映了旅行者双子空荧两人在旅行道路上的选择与分歧。
《未行之路》动画短片及音乐的发布，引发了大量《原神》玩家的强烈反响，特别是对旅行者双子空荧两人的关注与讨论。也引发了更多玩家对于米哈游《原神》此前与日本ufotable工作室关于《原神》动画项目的讨论和猜测。

## 作品中表现

### 角色故事
游戏中，旅行者兄妹二人并非来自其所在的“提瓦特”大陆，而是在各个世界游历。当他们正要离开提瓦特世界之时，遭遇陌生的神明“天理的维系者”的阻拦，兄妹二人被迫分离。游戏令玩家选择兄妹二人中的一人作为玩家扮演的角色，根据玩家选择的不同，兄妹在其后的游戏剧情中扮演的角色会不同。玩家所选择的一人（下文的“旅行者”）随后会被“天理的维系者”封印力量，之后沉睡了五百年，而另一人（下文的“血亲”）则会被其带走。旅行者苏醒后在提瓦特大陆上漂泊，钓鱼时，钓出落入水中的非玩家角色派蒙，之后旅行者在派蒙的引导开始探索提瓦特大陆以寻找自己的血亲的下落。而旅行者唯一的血亲则比旅行者先醒过来，并为了反抗天理的维系者而加入了游戏中的反派组织“深渊教团”，成为了游戏中的反面非玩家角色：“深渊法师”口中的“殿下”，与旅行者对立。之后分道扬镳的二人在游戏中的璃月国度短暂重逢，并约定最终在旅途的终点见面，随后二人再度分离。旅行者此时便踏上了游历游戏中七国的旅程，打算揭开一切事情的真相以及与自己的血亲在终点重逢。

### 角色玩法
对于玩家而言，其先前在游戏剧情中选择的一人为游戏中的主角，也是最初的可玩角色，使用单手剑作为武器。旅行者在玩法方面与许多其他可玩角色有许多共同之处，但其作为主角也有一些特殊的地方。如其没有“神之眼”、命座并非通过游戏卡池中的抽卡获得、玩家可以自行决定角色的名称与生日、角色可以获得使用多种元素力等。

## 反响和评价

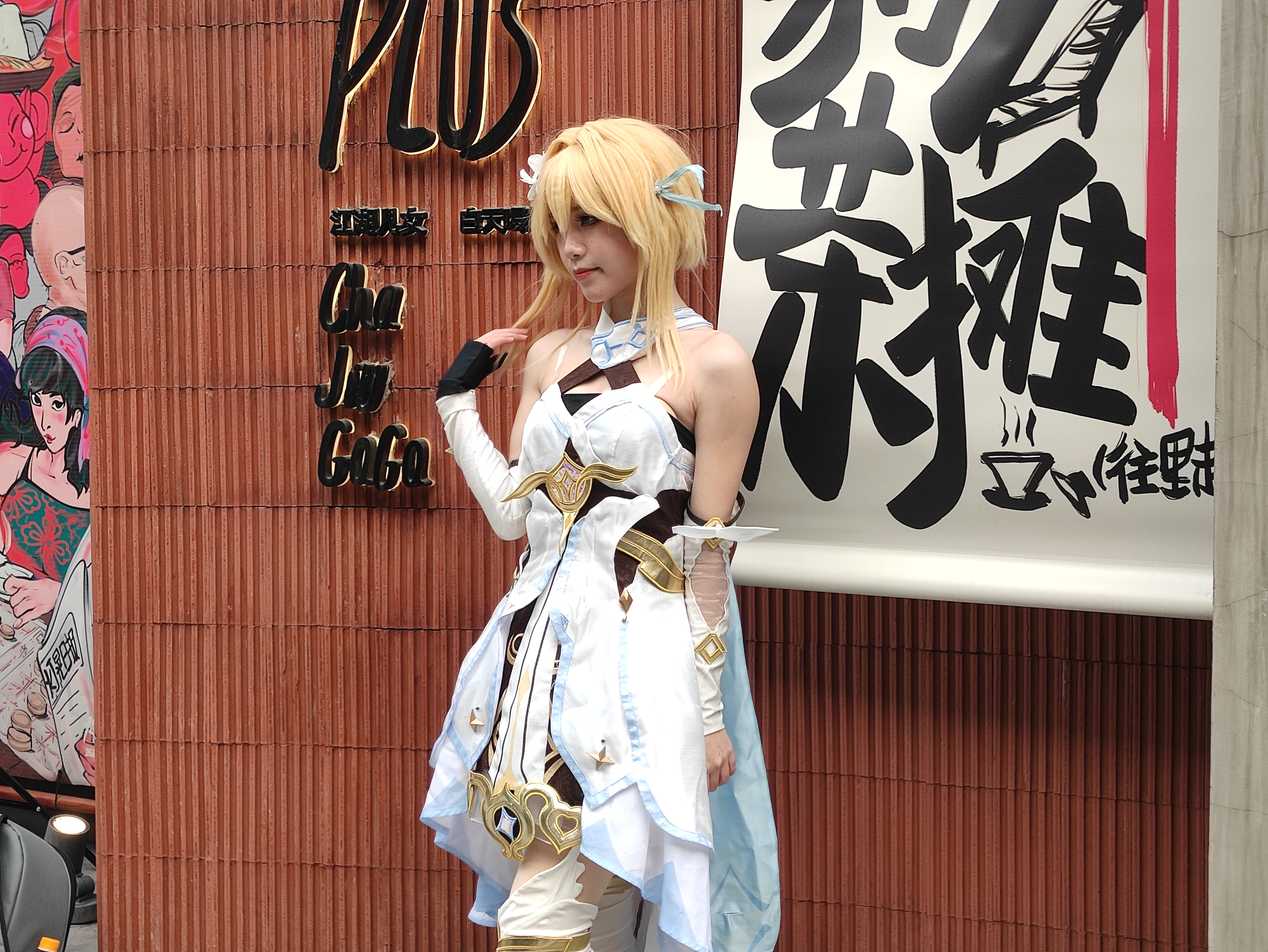
旅行者「熒」的角色扮演者

作为游戏中的主角，“旅行者”获得了不少玩家的关注。但也有玩家根据游戏中的一些细节推测称，相对于哥哥“空”，荧才有可能是游戏中真正的主角。由于最初游戏中有许多男性玩家选择了旅行者中的妹妹荧代表玩家，因此有许多玩家戏称荧为“爷”。有许多粉丝为荧创作各种变装后的效果图，如打扮成哥哥空的样子，打扮成NPC的样子等等。而在游戏中的“须弥”国度上线后，有粉丝为荧设计了许多须弥风格的概念图，将荧打扮成了许多须弥角色的样子。而在游戏发行初期日本Fami通的一项调查显示，荧在最受欢迎角色中排名第五，有玩家评论称其待机动画伸懒腰的动作很可爱。壽屋推出了旅行者双子荧和空的手办作品，并计划在2023年9月正式发售。
玩法方面，Screen Rant网站认为旅行者作为游戏中的主角，基础属性不错，并且由于可以使用多种元素力，较其他角色机动灵活，未来有更多发展的潜力，是游戏常驻免费角色当中最优秀的，适合新手玩家上手熟悉游戏的操作和技巧。